# 攸美新村
攸美新村（英語：Yau Mei San Tsuen），是一條位於香港新界元朗區牛潭尾的新村，位於青山公路潭尾段旁，建於1963年。攸美新村並非原居民村，亦沒有加入任何鄉事委員會。

## 簡歷
攸美新村由商人古道誠的誠興建築公司所建，1963年落成，座落於青山公路廿九咪與牛潭尾路交界。新村建有18座每兩間相連的村屋，大多為兩層高。村前的一排村屋設有小商鋪和食肆，居中為村口牌坊。
1960年代中，基督教教會應許會香港分會於牛潭尾一帶開展傳教工作，創辦人陳伯賜醫生購入攸美新邨其中一個單位作診療所。1967年，位於新村旁邊的應許會教堂落成。教堂樓高兩層，用作聚會、義學、診所和留產院等用途。教堂後來由不同宗教組織管理，曾用作神學院，現時為一所青少年戒毒中心。